# Landkreis Alzey-Worms

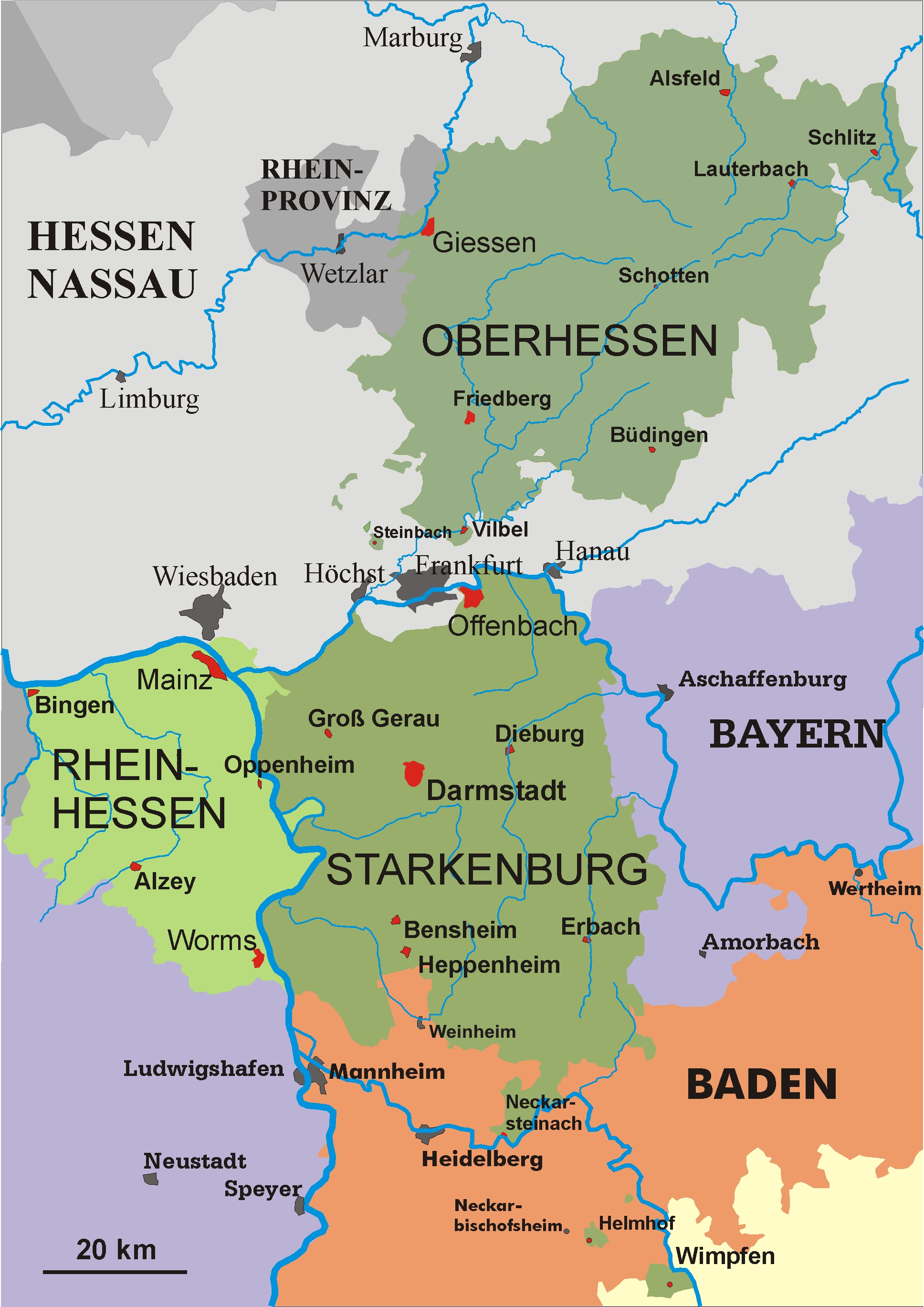
Hessen im Jahr 1930

Der Landkreis Alzey-Worms ist eine Gebietskörperschaft in Rheinland-Pfalz. Sitz der Kreisverwaltung und zugleich bevölkerungsreichste Kommune ist die verbandsfreie Stadt Alzey. Der Landkreis ging größtenteils aus den Landkreisen Alzey und Worms hervor, die bis 1945 im Volksstaat Hessen lagen.

## Geographie

### Lage
Der Landkreis ist nach der Stadt Worms, welche im Südosten des Kreises liegt, aber nicht dem Kreis angehört, und der Stadt Alzey, dem Verwaltungssitz des Kreises, benannt. Der Rhein ist die östliche Kreisgrenze und gleichzeitig die Landesgrenze zu Hessen. Von hier aus breitet sich das Alzeyer Hügelland in Richtung Westen bis an die nordöstlichen Ausläufer des Pfälzerwaldes aus. Der westliche Teil des Kreises ist eine felsige Waldlandschaft, auch Rheinhessische Schweiz genannt.

### Nachbarkreise
Der Landkreis grenzt im Uhrzeigersinn im Nordosten beginnend an die Landkreise Groß-Gerau und Bergstraße (beide in Hessen) sowie an die Stadt Worms und die Landkreise Bad Dürkheim, Donnersbergkreis, Bad Kreuznach und Mainz-Bingen (alle in Rheinland-Pfalz).

## Geschichte
Das Gebiet war in römischer Zeit Teil der Provinz Germania superior. Während Alzey in römischer Zeit ein vicus war, befand sich in Worms ein römisches Kastell. Vom zwölften Jahrhundert bis zum Ende des Heiligen Römischen Reichs gehörte die Region in großen Teilen zur Kurpfalz. Nach der Eroberung durch Frankreich gehörte sie von 1797 bis 1814 zum Département du Mont-Tonnerre.
Seit 1816 war sie als Provinz Rheinhessen Teil des Großherzogtums Hessen. Innerhalb Hessens entstanden am 5. Februar 1835 die beiden Kreise Alzey und Worms. Am 7. April 1938 wurde der Westteil des aufgelösten Kreises Oppenheim dem Kreis Alzey angegliedert.
Anlässlich der Kreisreform wurden beide Landkreise mit Ausnahme von vier Gemeinden des Landkreises Alzey und sechs Gemeinden des Landkreises Worms am 7. Juni 1969 zum neuen Landkreis Alzey-Worms vereinigt. Außerdem kam die Gemeinde Mauchenheim des aufgelösten Landkreises Kirchheimbolanden hinzu. Am 16. März 1974 wechselten die Gemeinden Dorn-Dürkheim und Wolfsheim in den Landkreis Mainz-Bingen.

### Einwohnerstatistik

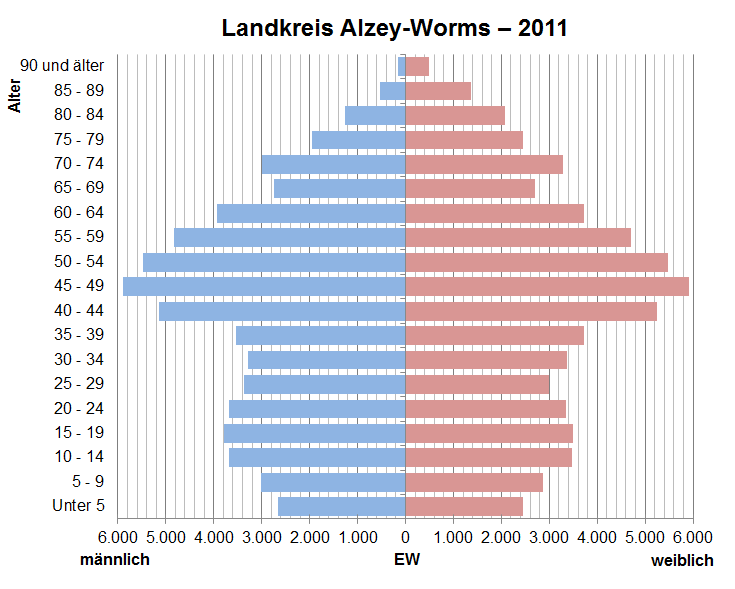
Bevölkerungspyramide für den Kreis Alzey-Worms (Datenquelle: Zensus 2011)

- 1961: 092.937 (Volkszählungsergebnis am 6. Juni 1961 bezogen auf die Grenzen am 25. Mai 1987)
- 1970: 096.304 (Volkszählungsergebnis am 27. Mai 1970 bezogen auf die Grenzen am 25. Mai 1987)
- 1980: 095.946
- 1987: 099.619 (Volkszählungsergebnis am 25. Mai 1987)
- 2000: 123.243
- 2005: 126.381 (31. Oktober 2005)
- 2010: 124.760
- 2013: 125.213
- 2014: 125.998
- 2015: 127.274
- 2016: 128.197
- 2017: 128.791
- 2018: 129.727
- 2019: 134.606
- 2020: 134.506 (31. Januar 2020)[4]
- 2022: 132.536

### Konfessionsstatistik
Laut der Volkszählung 2011 waren im Jahr 2011 46,6 % der Einwohner evangelisch, 24,8 % katholisch und 28,6 % waren konfessionslos, gehörten einer anderen Glaubensgemeinschaft an oder machten keine Angabe. Ende Juli 2025 waren von den Einwohnern 33,4 % evangelisch, 19,1 % katholisch und 47,5 % waren konfessionslos oder gehörten einer anderen Glaubensgemeinschaft an. Der Anteil der evangelischen und katholischen Kirchenmitglieder an der Gesamtbevölkerung ist demnach im beobachteten Zeitraum beträchtlich gesunken, der Anteil am Gesamtbevölkerung der Einwohner mit sonstiger oder ohne Konfession nimmt jährlich um 1 Prozentpunkt zu.

## Politik

### Kreistag
Der Kreistag des Landkreises Alzey-Worms besteht aus 46 in einer personalisierten Verhältniswahl gewählten Kreistagsmitgliedern und dem Landrat als Vorsitzendem. Nach der letzten Kreistagswahl am 9. Juni 2024 ergibt sich folgende Sitzverteilung:
| Wahl | SPD | CDU | GRÜNE | AfD | FDP | FWG | DIE LINKE. | ÖDP | NPD | Gesamt   |
| 2024 | 12  | 12  | 4     | 8   | 2   | 6   | 1          | 1   | —   | 46 Sitze |
| 2019 | 13  | 12  | 7     | 4   | 3   | 5   | 1          | 1   | —   | 46 Sitze |
| 2014 | 16  | 14  | 4     | 3   | 2   | 5   | 2          | —   | —   | 46 Sitze |
| 2009 | 16  | 14  | 4     | —   | 4   | 6   | 1          | —   | 1   | 46 Sitze |
| 2004 | 17  | 16  | 4     | —   | 3   | 6   | —          | —   | —   | 46 Sitze |
| 1999 | 18  | 14  | 3     | —   | 2   | 5   | —          | —   | —   | 42 Sitze |

- Aufgrund des Bevölkerungszuwachses in den letzten Jahren erhöhte sich 2004 die Zahl der Kreistagsmitglieder von 42 auf 46.
- Wegen der Besonderheiten des rheinland-pfälzischen Kommunalwahlrechts (personalisierte Verhältniswahl) sind die in der Graphik dargestellten prozentualen Stimmanteile als „gewichtete Ergebnisse“ ausgewiesen, welche das Wahlverhalten nur rechnerisch wiedergeben können.
- SPD, FWG und GRÜNE bilden seit 2014 im Kreistag eine Koalition. Sie lösen eine Koalition aus SPD, FWG und FDP ab, die aufgrund von Sitzverlusten von FWG und FDP bei der Kreistagswahl 2014 keine Mehrheit mehr bekommen hatte.[9] Nach der Kreistagswahl 2019 wurde die Koalition aus SPD, GRÜNE und FWG erneuert.

### Landräte

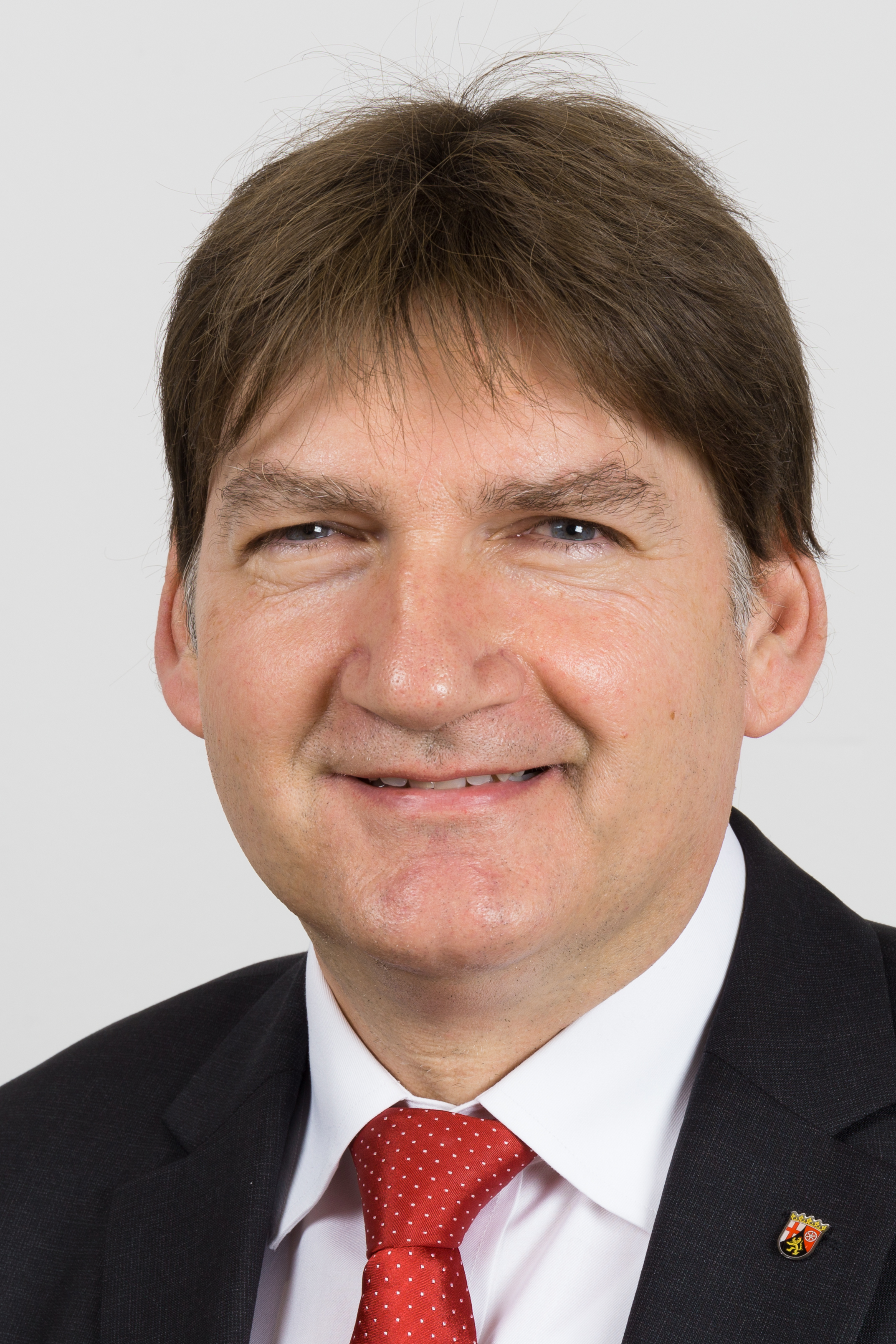
Heiko Sippel (2016), amtierender Landrat des Landkreises Alzey-Worms

Landräte im Altkreis Alzey (1835 bis 1969)
- 1835–1848: Kreisrat Friedrich Müller
- 1852–1860: Kreisrat Theodor Wilhelm Georg Hallwachs
- 1860–1861: Kreisrat Ludwig Strecker
- 1861–1893: Kreisrat Carl Ludwig Wolff
- 1893–1897: Kreisrat Georg von Wedekind
- 1897–1900: Kreisrat Friedrich von Hombergk zu Vach
- 1900–1905: Kreisrat Ernst Süffert
- 1905–1913: Kreisrat Freiherr Schenk zu Schweinsberg
- 1913–1923: Kreisrat (ab 1917: Kreisdirektor) Friedrich Martin von Bechtold
- 1924–1932: Kreisdirektor Karl Draudt
- 1932–1937: Kreisdirektor Konrad Wolf
- 1937–1939: Kreisdirektor Wilhelm Köhler
- 1940–1944: Landrat Alfred Klostermann
- 1944–1945: Regierungsdirektor Paul Stieh
- 1945–1946: Landrat Konrad Elm
- 1946–1947: Landrat Wilhelm Bechtolsheimer
- 1947–1952: Landrat Eugen Klee
- 1952–1969: Landrat Heinz-Eberhardt Andres

Landräte im Altkreis Worms (1835 bis 1969)
- 1835–1841: Kreisrat Gustav Eduard Städel
- 1841–1845: Kreisrat Reinhard Carl Friedrich von Dalwigk
- 1846–1848: Kreisrat Wilhelm von Willich gen. von Pöllnitz
- 1848–1850: Dirigent der Regierungskommission Rheinhessen Reinhard Carl Friedrich Carl von Dalwigk
- 1850: designierter Dirigent der Regierungskommission Worms Regierungsrat Carl Schmitt
- 1850–1852: Regierungsrat Johann Pfannebecker, Dirigent der Regierungskommission Worms
- 1852–1874: Kreisrat Johann Pfannebecker
- 1874–1881: Kreisrat Hermann Lotheißen
- 1881–1888: Kreisrat Maximilian von Gagern
- 1888–1894: Kreisrat Franz Gros
- 1894–1898: Kreisrat Andreas Breidert
- 1898–1919: Kreisrat (ab 1917: Kreisdirektor) Karl Kayser
- 1919–1929: Kreisdirektor Hans Wolff
- 1929–1934: Kreisdirektor Wilhelm Schön
- 1934–1937: Kreisdirektor Otto Schwebel
- 1937–1940: Kreisdirektor Otto Straub
- 1940–1945: Landrat Hans Becker
- 1945–1946: Landrat Adolf Güngerich
- 1946–1963: Landrat Georg Schick
- 1963–1969: Landrat Willi Fischer

Landräte im Landkreis Alzey-Worms (seit 1969)
- 1969–1988: Landrat Rolf Rein (SPD)
- 1988–2004: Landrat Hansjochem Schrader (SPD)
- 2004–2019: Landrat Ernst Walter Görisch (SPD)
- seit 2020: Landrat Heiko Sippel (SPD)

Heiko Sippel wurde am 1. Januar 2020 Landrat. Bei der Stichwahl am 16. Juni 2019 hatte er sich mit einem Stimmenanteil von 51,0 % durchgesetzt, nachdem bei der Direktwahl am 26. Mai 2019 keiner der ursprünglich drei Bewerber eine ausreichende Mehrheit erreicht hatte.

### Wappen und Flagge

Hissflagge
Bannerflagge

Der Landkreis Alzey-Worms führt ein Wappen und eine Flagge.
| Wappen des Landkreises Alzey-Worms | Blasonierung: „Im geteilten Schild oben ein nach rechts liegender roter Drache (Fafnir aus der Nibelungensage) in Gold mit erhobener rechter Pranke, unten eine schräg liegende, goldene Fidel in Rot.“         |
| Wappen des Landkreises Alzey-Worms | Wappenbegründung: Der Drache, Sinnbild des Drachtentöters Siegfried, war das Hauptmotiv des ehemaligen Wormser Kreiswappens und die Fiedel weist auf Volker von Alzey hin. (Wappen-Genehmigung 25. Januar 1970) |

## Zustand der Ökosysteme

### Oberflächengewässer und Grundwasser
Der chemische Zustand der Grundwasserkörper im Landkreis Alzey-Worms wird vom Umweltbundesamt als „schlecht“ angegeben. Die Hauptursache für schlechte Grundwasserqualität sieht die Behörde im Allgemeinen in diffusen Belastungen durch die Stickstoffverbindung Nitrat sowie Pflanzenschutzmittel aus der Landwirtschaft. Der tatsächliche Nitratgehalt beträgt laut Messung des Umweltbundesamts mehr als 50 mg/l im Gebiet des Landkreises und liegt damit über dem in der EU-Grundwasserrichtlinie 2006/118/EG (GWRL) europaweit einheitlich festgelegten Schwellenwert, der auch in der deutschen Grundwasserverordnung (GrwV) verankert ist.
Der ökologische Zustand der Oberflächengewässer des Landkreises wird vom Umweltbundesamt als „schlecht“ bewertet.
Weltweit ist die Planetare Grenze im Bereich Stickstoff dramatisch überschritten. Das Überangebot an Stickstoff in Deutschland wird als eine Hauptgefährdung der Biodiversität betrachtet.

### Entwaldung
Die Region, in der der Landkreis Alzey-Worms verortet ist, gilt als das am geringsten bewaldete Gebiet Deutschlands. Der Regionale Raumordnungsplan Rheinhessen-Nahe beschreibt weite Teile Rheinhessens aufgrund der Waldarmut als „ausgeräumte Landschaft“. Zum Schutz des Bodens, zur Verbesserung des Klimas und des Wasserhaushaltes, des Landschaftsbildes und der Naherholungsqualität werde ein höherer Waldanteil angestrebt.
Für den Landkreis Alzey-Worms sind derzeit keine nennenswerten Wiederaufforstungsmaßnahmen bekannt.
Weltweit ist die Planetare Grenze im Bereich Entwaldung überschritten.

### Biodiversitätskrise / Artensterben
In den letzten Jahrzehnten wurde der Landkreis überwiegend zu einer strukturarmen Gegend ohne nennenswerte Bestände an Wald, Grünland und Vernetzungselementen gemacht. Laut Bericht des Weltbiodiversitätsrats ist die Zerstörung von Lebensräumen der Haupttreiber des weltweiten Biodiversitätsverlusts an Land. Für den Erhalt der biologischen Vielfalt ist auch die funktionale Vernetzung von Lebensräumen, insbesondere von Naturschutzgebieten entscheidend.
Im Landkreis Alzey-Worms nehmen laut der Liste der Naturschutzgebiete im Landkreis Alzey-Worms die Naturschutzgebiete aktuell nur rund 1 % der Gesamtfläche ein. Auch die Belastung mit Düngemitteln und Schadstoffen wie Pestiziden (siehe oben) sowie die Ausbreitung invasiver Arten (aktuell bspw. die Ausbreitung des Orientalischen Zackenschötchens) und die Klimakrise tragen zum Aussterben einheimischer Arten bei.
Weltweit ist die Planetare Grenze im Bereich Artensterben dramatisch überschritten.

## Auswirkungen der Klimakrise
Bereits jetzt liegt der Landkreis in der wärmsten und trockensten Region Deutschlands.
Laut Klimamodellsimulation CMIP5, basierend auf Daten des Deutschen Wetterdienstes, zeigt die ARD-Klimakarte einen Temperaturanstieg im Landkreis Alzey-Worms um rund 4 °C bis zum Jahr 2100, sofern keine starken Klimaschutzmaßnahmen ergriffen werden.
Im Falle konsequenten Klimaschutzes wird ein Temperaturanstieg in Höhe von etwa 1 °C prognostiziert.

## Wirtschaft und Verkehr
Im Zukunftsatlas 2019 belegte der Landkreis Alzey-Worms Platz 205 von 401 Landkreisen, Kommunalverbänden und kreisfreien Städten in Deutschland und zählt damit zu den Regionen mit „ausgeglichenem Chancen-Risiko Mix“. In der Ausgabe 2022 lag er auf Platz 207 von 400.

### Verkehr
Durch das Kreisgebiet führen die Bundesautobahnen 61 (Ludwigshafen–Koblenz) und 63 (Kaiserslautern–Mainz), beide kreuzen sich am Autobahnkreuz Alzey. Der Kreis wird ferner von den Bundesstraßen 9, 271 und 420 durchzogen.
Nach der Einführung des Rheinland-Pfalz-Taktes im Mai 1994 ist in diesem Teil des Landes der öffentliche Personennahverkehr deutlich aufgewertet worden. Der Landkreis Alzey-Worms ist sowohl Mitglied im Verkehrsverbund Rhein-Neckar und des Rhein-Nahe Nahverkehrsverbundes. Die wichtigste Verbindung, auf der viele Fernzüge verkehren, verläuft entlang des Rheins (Bahnstrecke Mainz–Mannheim, Strecke 660). Daneben werden von der Deutschen Bahn folgende Strecken betrieben:
- Mainz–Armsheim–Alzey (Kursbuchstrecke 661) (Bahnstrecke Alzey–Mainz)
- Bingen–Alzey–Monsheim–Worms (Kursbuchstrecke 662) (Rheinhessenbahn)
- Monsheim–Neustadt an der Weinstraße (Kursbuchstrecke 667) (Pfälzische Nordbahn)

Darüber hinaus findet SPNV auf zwei Strecken im Landkreis durch private Unternehmen statt:
- Alzey–Kirchheimbolanden (Kursbuchstrecke 661) (Donnersbergbahn, Betreiber: RP-Eisenbahn)
- Monsheim – Langmeil (Kursbuchstrecke 662.1) (Zellertalbahn, (Ausflugsverkehr, Betreiber: Donnersberg Touristik Verband)

Daneben gibt es Schienenstrecken, die heute nicht mehr existieren, dazu zählen:
- das Amiche von Alzey nach Bodenheim
- die Wiesbachtalbahn von Armsheim nach Wendelsheim
- die Altrheinbahn von Osthofen über Eich nach Guntersblum
- das Gickelsche von Osthofen nach Westhofen
- die Bahnstrecke Osthofen-Gau-Odernheim
- die Bahnstrecke Worms–Gundheim
- die Bahnstrecke Worms–Grünstadt

## Städte und Gemeinden
Zusammenstellung
(Einwohner am 31. Dezember 2024)
| Verbandsfreie Gemeinde:   |
| ------------------------- |
| - Alzey, Stadt * (19.468) |

Verbandsgemeinden mit ihren verbandsangehörigen Gemeinden:
| (Sitz der Verbandsgemeinde *) | | |
| - 1. Verbandsgemeinde Alzey-Land [Sitz: Alzey] 1. Albig (1634) 2. Bechenheim (411) 3. Bechtolsheim (1798) 4. Bermersheim vor der Höhe (329) 5. Biebelnheim (670) 6. Bornheim (875) 7. Dintesheim (152) 8. Eppelsheim (1147) 9. Erbes-Büdesheim (1472) 10. Esselborn (391) 11. Flomborn (1046) 12. Flonheim (2622) 13. Framersheim (1564) 14. Freimersheim (673) 15. Gau-Heppenheim (554) 16. Gau-Odernheim (3995) 17. Kettenheim (321) 18. Lonsheim (601) 19. Mauchenheim (959) 20. Nack (575) 21. Nieder-Wiesen (582) 22. Ober-Flörsheim (1348) 23. Offenheim (631) 24. Wahlheim (587) | - 2. Verbandsgemeinde Eich 1. Alsheim (2680) 2. Eich * (3868) 3. Gimbsheim (3113) 4. Hamm am Rhein (1890) 5. Mettenheim (1597) - 3. Verbandsgemeinde Monsheim 1. Flörsheim-Dalsheim (3167) 2. Hohen-Sülzen (733) 3. Mölsheim (557) 4. Monsheim * (2322) 5. Mörstadt (1036) 6. Offstein (1845) 7. Wachenheim (746) - 4. Verbandsgemeinde Wöllstein 1. Eckelsheim (409) 2. Gau-Bickelheim (2142) 3. Gumbsheim (619) 4. Siefersheim (1249) 5. Stein-Bockenheim (650) 6. Wendelsheim (1444) 7. Wöllstein * (4492) 8. Wonsheim (978) | - 5. Verbandsgemeinde Wonnegau 1. Bechtheim (1842) 2. Bermersheim (386) 3. Dittelsheim-Heßloch (2097) 4. Frettenheim (309) 5. Gundersheim (1537) 6. Gundheim (1008) 7. Hangen-Weisheim (430) 8. Hochborn (409) 9. Monzernheim (539) 10. Osthofen, Stadt * (9650) 11. Westhofen (3348) - 6. Verbandsgemeinde Wörrstadt 1. Armsheim (2466) 2. Ensheim (490) 3. Gabsheim (706) 4. Gau-Weinheim (611) 5. Partenheim (1594) 6. Saulheim (7893) 7. Schornsheim (1600) 8. Spiesheim (954) 9. Sulzheim (1260) 10. Udenheim (1338) 11. Vendersheim (543) 12. Wallertheim (1771) 13. Wörrstadt, Stadt * (8515) |

Die folgenden Gemeinden verloren seit der Kreisgründung im Jahre 1969 ihre Eigenständigkeit:
- Dautenheim, am 22. April 1972 zu Alzey
- Heimersheim, am 22. April 1972 zu Alzey
- Rommersheim, am 7. November 1970 zu Wörrstadt
- Weinheim, am 22. April 1972 zu Alzey

Siehe auch
- Listen zu dem Begriff „Gebietsveränderungen“ siehe Gebietsreformen in Rheinland-Pfalz
- Liste der Orte im Landkreis Alzey-Worms

## Kfz-Kennzeichen
Am 7. Juni 1969 wurde dem Landkreis das seit dem 1. Juli 1956 für den Landkreis Alzey gültige Unterscheidungszeichen AZ zugewiesen. Es wird durchgängig bis heute ausgegeben.

## Heimatjahrbuch
Der Landkreis ist Herausgeber des seit 1965 jährlich erscheinendes „Heimatjahrbuch Landkreis Alzey-Worms“ (erster Jahrgang 1966). Das Heimatjahrbuch erscheint meist im November/Dezember des Vorjahres.